# کریستین روبن منین
کریستین روبن منین (انگلیسی: Cristian Rubén Menin؛ زادهٔ ۴ ژانویهٔ ۱۹۸۴) بازیکن فوتبال اهل آرژانتین است.